# U Virginis
U Virginis är en pulserande variabel av Mira Ceti-typ i stjärnbilden Jungfrun. 
Stjärnan varierar mellan visuell magnitud +7,4 och 13,5 med en period av 205,5 dygn.